# Colour Index
Der Colour Index (kurz C. I.) ist ein seit 1925 existierendes Nachschlagewerk aller gebräuchlichen Farbmittel und Farbstoffbasis-Chemikalien und gilt als Standardwerk auf dem Gebiet der Pigment- und Farbstoffchemie.

## Allgemeines
Herausgegeben wird der Colour Index von der Britischen Society of Dyers and Colourists und American Association of Textile Chemists and Colorists. Dieses Werk enthält Informationen über die chemische Struktur und Trivialnamen von Farbmitteln, aber auch über Synthese, Reaktionsverhalten, Löslichkeit und Patentliteratur. Die Aufnahme in den Colour Index erfolgt auf freiwilliger Basis der Hersteller, die in der Regel auch die chemische Struktur nicht selbst veröffentlichen. So ist auch von vielen Farbmitteln, die einen Colour Index haben, die chemische Struktur nicht öffentlich zugänglich.

## Einteilung
Der Colour Index unterscheidet generell zwischen Farbstoffen und Pigmenten.

### C.I. Generic Name
Der C.I. Generic Name wird folgendermaßen gebildet:
|            | C.I. | Klassenbezeichnung | Farbbezeichnung | Fortlaufende Nummer | Modifikation |
| ---------- | ---- | ------------------ | --------------- | ------------------- | ------------ |
| Beispiel 1 | C.I. | Pigment            | Red             | 254                 |              |
| Beispiel 2 | C.I. | Pigment            | Blue            | 15                  | :1           |

#### Klassenbezeichnung
Die Farbmittel werden in folgende Kategorien unterteilt. Alle Klassen außer den Pigmenten sind Farbstoffe (dyes), wobei die Bezeichnung „Dyes“ im C.I. Generic Name wegfällt.
| Bezeichnung | Kurz | Erklärung                       |
| ----------- | ---- | ------------------------------- |
| Acid        | A    | Säurefarbstoffe                 |
| Basic       | B    | basische Farbstoffe             |
| Direct      | D    | Direktfarbstoffe                |
| Mordant     | M    | Beizenfarbstoffe                |
| Sulfur      |      | Schwefelfarbstoffe              |
| Azoic       |      | Azofarbstoffe                   |
| Reactive    | R    | Reaktivfarbstoffe               |
| Vat         | V    | Küpenfarbstoffe                 |
| Solvent     | S    | nicht wasserlösliche Farbstoffe |
| Food        | F    | Lebensmittelfarbstoffe          |
| Disperse    | DS   | Dispersionsfarbstoffe           |
| Natural     | N    | Naturfarbstoffe                 |
| Pigment     | P    | Pigmente                        |

#### Farbbezeichnung
Als Farbbezeichnung können im Einzelnen verwendet werden:
- Die Farben des Farbkreises Yellow, Orange, Red, Violet, Blue und Green
- Die unbunten Farben White und Black
- Metal für Effektpigmente
- Brown

#### Laufende Nummer
Innerhalb dieser Gruppen werden neu entdeckte Farbmittel fortlaufend nummeriert, d. h. neuere Farbmittel haben innerhalb ihrer Gruppe eine höhere Nummer.

#### Modifikation
Bei einigen Pigmenten gibt es auch noch Unterscheidungen zwischen verschiedenen Modifikationen (beispielsweise bei Phthalocyaninblau, C.I. Pigment Blue 15) oder Verlackungskationen (bei verlackten Pigmenten, z. B. C.I. Pigment Red 48). Im Beispiel sind die im Colour Index gelisteten Modifikationen von C.I. Pigment Blue 15 gegenübergestellt.
| C.I. Generic Name      | Erklärung                                                     |
| ---------------------- | ------------------------------------------------------------- |
| C.I. Pigment Blue 15   | nicht modifikationsstabilisierte Qualität                     |
| C.I. Pigment Blue 15:0 | α-Modifikation, nicht stabilisiert gegen Modifikationswechsel |
| C.I. Pigment Blue 15:1 | α-Modifikation                                                |
| C.I. Pigment Blue 15:2 | α-Modifikation, stabilisiert gegen Flockulation               |
| C.I. Pigment Blue 15:3 | β-Modifikation                                                |
| C.I. Pigment Blue 15:4 | β-Modifikation, stabilisiert gegen Flockulation               |
| C.I. Pigment Blue 15:6 | ε-Modifikation                                                |

#### Sonstiges
Lebensmittelfarbstoffe haben einen eigenen C.I. Generic Name. So wird Patentblau V Na-Salz (E 131) als Acid Blue 3 bezeichnet. In Lebensmittelqualität wird der gleiche Farbstoff als Food Blue 5(!) bezeichnet.

### C.I. Constitution Number
Neben dem C.I. Generic Name gibt es eine Einteilung nach der sogenannten C.I. Constitution Number (CICN). Hier sind die Farbmittel aufgrund chemischer Eigenheiten in fünfstellige und seit 1997 auch in sechsstellige Nummern nach folgendem System sortiert. Man kann somit aufgrund dieser Nummer (obige Tabelle) grobe Aussagen zur chemischen Charakterisierung der Farbstoffe und Pigmente treffen.
Zu beachten ist, dass zwar jedes im Colour Index enthaltene Farbmittel einen C.I. Generic Name besitzt, aber nicht zwingend eine C.I. Constitution Number.
Die C.I. Constitution Number wird in amtlichen Verordnungen verwendet, so in der Verordnung über kosmetische Mittel (Schweiz).
Zur korrekten Bezeichnung eines Farbmittels nach der C.I. Constitution Number genügt es, der Nummer das Kürzel C.I. voranzustellen.

#### Klasseneinteilung
| Gruppe                | Nummernbereich |  | Gruppe          | Nummernbereich |
| --------------------- | -------------- |  | --------------- | -------------- |
| Nitroso               | 10000–10299    |  | Nitro           | 10300–10999    |
| Monoazo               | 11000–19999    |  | Disazo          | 20000–29999    |
| Trisazo               | 30000–34999    |  | Tetrakisazo     | 35000–35999    |
| Polyazo               | 36000–36999    |  | Azo             | 37000–39999    |
| Stilben               | 40000–40799    |  | Carotine        | 40800–40999    |
| Diphenylmethan        | 41000–41999    |  | Triarylmethan   | 42000–44999    |
| Xanthen               | 45000–45999    |  | Acridin         | 46000–46999    |
| Chinolin              | 47000–47999    |  | Methin          | 48000–48999    |
| Thiazol               | 49000–49399    |  | Indamin         | 49400–49699    |
| Indophenol            | 49700–49999    |  | Azin            | 50000–50499    |
| Azaheterocyclen       | 50500–50999    |  | Oxazin          | 51000–51499    |
| Benzoxazol            | 51500–51999    |  | Thiazine        | 52000–52999    |
| Schwefel              | 53000–54999    |  | Lactone         | 55000–55999    |
| Aminoketone           | 56000–56999    |  | Hydroxyketone   | 57000–57999    |
| Anthrachinon          | 58000–72999    |  | Indigoid        | 73000–73899    |
| Chinacridon           | 73900–73999    |  | Phthalocyanin   | 74000–74999    |
| Natürliche Farbstoffe | 75000–75999    |  | Oxidationsbasen | 76000–76999    |
| Anorganische Pigmente | 77000–77999    |  |                 |                |

## Beispiele
| Trivialname            | C.I. Constitution Number | C.I. Generic Name      | CAS-Nummer | Farbbeispiel |
| ---------------------- | ------------------------ | ---------------------- | ---------- | ------------ |
| Anilin                 | C.I. 76000               | C.I. Oxidation Base 1  | 62-53-3    | Farblos      |
| Berliner Blau          | C.I. 77510               | C.I. Pigment Blue 27   | 14038-43-8 |              |
| Bismarck Braun Y       | C.I. 21000               | C.I. Basic Brown 1     | 10114-58-6 |              |
| Chinacridon            | C.I. 73900               | C.I. Pigment Violet 19 | 1047-16-1  |              |
| Fluorescein            | C.I. 45350               | C.I. Acid Yellow 73    | 2321-07-5  |              |
| Indigo                 | C.I. 73000               | C.I. Pigment Blue 66   | 482-89-3   |              |
| Calciumsulfat-Dihydrat | C.I. 77231               | C.I. Pigment White 25  | 10101-41-4 |              |
| Patentblau V, E 131    | C.I. 42051               | C.I. Food Blue 5       | 20262-76-4 |              |
| Patentblau V, Na-Salz  | C.I. 42051               | C.I. Acid Blue 3       | 20262-76-4 |              |

Die Einordnung nach dem Colour Index ist unabhängig von der CAS-Einteilung. Der Colour Index wird in der Pigment- und Farbstoffchemie und markennamenübergreifend in der Pigment- und Farbstoffindustrie genutzt, speziell ist der C.I. Name die übliche Bezeichnungsweise zur Charakterisierung. Die eher theorielastige CAS-Nummer ist ebenso wie die IUPAC-Nomenklatur im Farbmittelbereich nicht gebräuchlich.